# Смешанная парная сборная Великобритании по кёрлингу
Смешанная парная сборная Великобритании по кёрлингу — смешанная национальная сборная команда (составленная из одного мужчины и одной женщины), представляет Великобританию на международных соревнованиях по кёрлингу среди смешанных пар (в основном на зимних Олимпийских играх; на чемпионатах мира три из четырёх провинций, составляющих Великобританию — Англия, Шотландия и Уэльс, — выставляют отдельные сборные; Северная Ирландия своей сборной по кёрлингу не имеет, её кёрлингисты выступают на международных соревнованиях уровня сборных в составе сборной Ирландии). Управляющей организацией выступает Британская олимпийская ассоциация (англ. British Olympic Association).
В расчёте рейтинга Всемирной федерации кёрлинга (рейтинг ВФК) сборных команд по кёрлингу, согласно договорённости между странами-членами ВФК, очки, набранные сборной Великобритании, добавляются сборной Шотландии.

## Результаты выступлений

### Олимпийские игры
| Год  | Место          | Игры           | Победы         | Поражения      | Состав (женщина, мужчина, тренер)                                                       |
| ---- | -------------- | -------------- | -------------- | -------------- | --------------------------------------------------------------------------------------- |
| 2018 | не участвовали | не участвовали | не участвовали | не участвовали | не участвовали                                                                          |
| 2022 | 4              | 11             | 6              | 5              | Дженнифер Доддс, Брюс Моуэт, Грег Драммонд (тренер), Дэвид Мёрдок (национальный тренер) |

(источник:)

### Универсиады
| Год  | Место | Игры | Победы | Поражения | Состав (женщина, мужчина, тренер)                                                  |
| ---- | ----- | ---- | ------ | --------- | ---------------------------------------------------------------------------------- |
| 2025 | 1     | 9    | 8      | 1         | Робин Манро, Orrin Carson, Скотт Эндрюс (тренер), Нэнси Смит (национальный тренер) |

(источник:)